# VViS

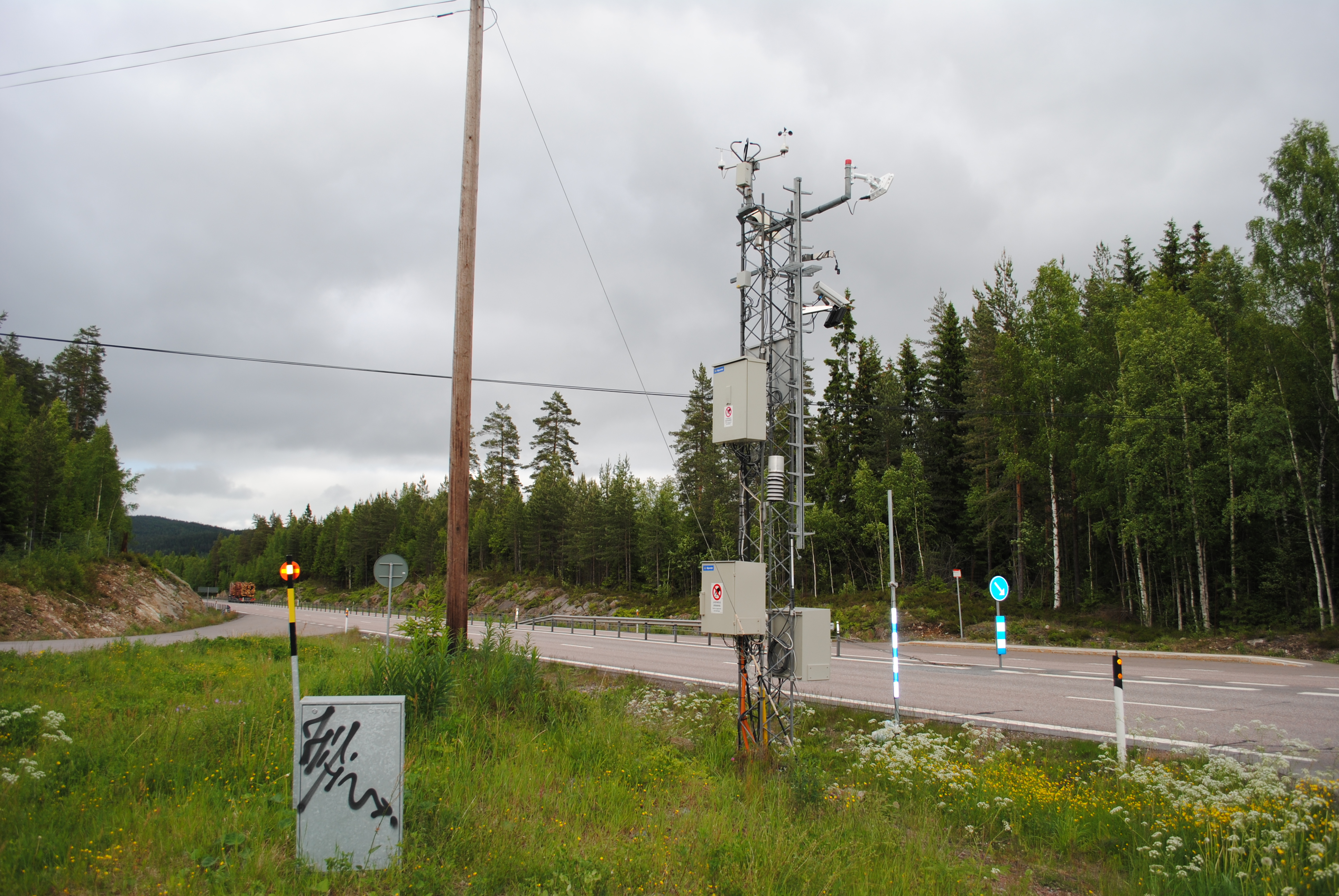
VViS-station på mätplats Myggsjön, miljöbild

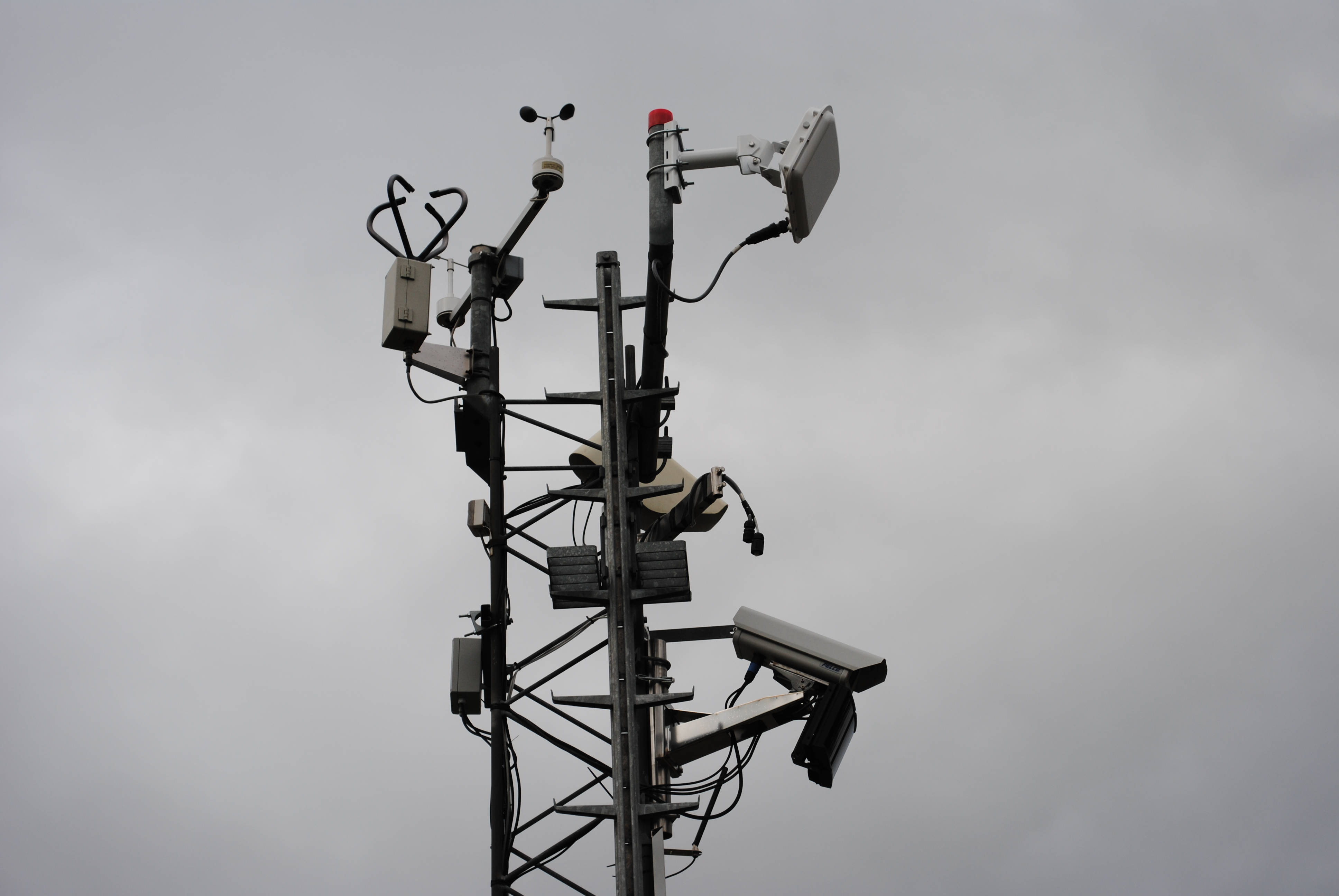
VViS-station på mätplats Myggsjön, närbild

VViS, Vägväderinformationssystem, är automatiska väderinformationssystem som skickar väderinformation i realtid i syfte att kunna varna för påverkande temperatur på till exempel vägar, järnvägar och annan infrastruktur.

## Sverige
VVis kallas Trafikverkets informationssystem för information av väderförhållanden. Systemet innehåller Sveriges största system av väderstationer (763 st). Informationen används primärt för att planera och effektivisera vinterväghållning. Övriga användningsområden är allmänna meteorologiska prognoser, förbättring av meteorologiska prognosmodeller, reglering av ersättning till väghållningsentreprenörer och allmän informationsspridning.
Under 2019 påbörjas en uppdatering av Trafikverkets VVIS, där de så kallade MS4-stationerna ska bytas mot nya MS7-stationer. Upphandlingen av detta sker under hösten 2018.
Information från systemet är tillgänglig för allmänheten via Trafikverkets webbsida Trafikinformation Väg, och distribueras kostnadsfritt till ett flertal olika aktörer på samma sätt som annan trafikinformation. VViS-data kan nås via Trafikverkets öppna API.

### Data som samlas in
- Vindhastighet
- Vindriktning
- Vägbanans yttemperatur
- Lufttemperatur
- Nederbörd
- Väglagsfotografier
- Luftfuktighet

Vissa stationer i närheten av broar har fjärrytgivare utplacerade, som mäter yttemperaturen på bron.
De flesta VVIS-stationerna är idag utrustade med väglagskameror riktade mot vägytan. 
I Sverige finns även beröringsfria ytstatusgivare på ett 30-tal platser, dessa mäter vad det är för väglag och kan uppskatta ett friktionsvärde.
Inom Trafikverket samlas även data om tjäldjupet in, det görs med en stav där temperatur mäts på olika djup i marken.

### Stationsplacering
Väderstationerna är placerade i klimatologiska extrempunkter, där det först brukar uppstå halka, nederbördsproblem eller andra problem. Placeringen avgörs med hjälp av lokalkännedom hos Trafikverkets projektledare och klimatkartering.